# 山入端創
山入端 創（やまのは はじめ、1981年〈昭和56年〉3月14日 - ）は、日本の政治家。大阪府羽曳野市長（2期）、大阪維新の会顧問。元大阪府議会議員（3期）。

## 来歴
羽曳野市立羽曳が丘小学校、羽曳野市立峰塚中学校卒業後、愛媛県の帝京第五高等学校に野球留学する。日本文理大学卒業。
大学卒業後、大阪府議会議員秘書、衆議院議員秘書を経て、2011年の第17回統一地方選挙の一環として行われた大阪府議会議員選挙に大阪維新の会公認で羽曳野市選挙区から立候補し、当選。以後、3期連続当選。
2020年5月20日、同年7月の羽曳野市長選挙に立候補する意向を表明し、6月5日に府議を辞職。7月12日の投開票の結果、現職の北川嗣雄ら4候補を破り、初当選した。

### 2020年羽曳野市長選挙
※当日有権者数：92,670人 最終投票率：50.27%（前回比：-4.44pts）
| 候補者名 | 年齢 | 所属党派     | 新旧別 | 得票数   | 得票率 | 推薦・支持         |
| -------- | ---- | ------------ | ------ | -------- | ------ | ------------------ |
| 山入端創 | 39   | 大阪維新の会 | 新     | 16,958票 | 36.84% |                    |
| 北川嗣雄 | 77   | 無所属       | 現     | 13,345票 | 28.99% |                    |
| 田仲基一 | 55   | 無所属       | 新     | 6,330票  | 13.75% |                    |
| 松村尚子 | 50   | 無所属       | 新     | 5,934票  | 12.89% |                    |
| 嶋田丘   | 72   | 無所属       | 新     | 3,465票  | 7.53%  | （推薦）日本共産党 |

2024年7月7日、新人を破り再選。

### 2024年羽曳野市長選挙
※当日有権者数：90,652人 最終投票率：39.95%（前回比：-10.32pts）
| 候補者名 | 年齢 | 所属党派     | 新旧別 | 得票数   | 得票率 | 推薦・支持 |
| -------- | ---- | ------------ | ------ | -------- | ------ | ---------- |
| 山入端創 | 39   | 大阪維新の会 | 新     | 23,105票 | 65.70% |            |
| 渡辺浩一 | 65   | 無所属       | 新     | 12,061票 | 34.30% |            |

。

## 騒動
- 大阪府が新型コロナウイルスの感染防止策として「会食は2時間程度以内、1テーブル原則4人以内」と要請していた2021年12月2日、山入端や松井一郎大阪市長（日本維新の会代表）、青柳仁士衆議院議員、大松桂右八尾市長、冨宅正浩柏原市長、大阪14区内の府議、市議ら約30人が大阪市内で2時間半から3時間にわたり[8]「衆院選の反省会」として会食を行っていた。その後、松井は記者の取材に対し、「人数の上限のアッパーはない。だから、やった。何か問題ありますか」「2時間を超えたことは反省すべきところなのかなと思っています」と述べている[9][10][11][12]。

### 旧統一教会との関係
- 2022年8月2日、大阪維新の会は安倍晋三銃撃事件を受け、世界平和統一家庭連合（旧統一協会）と接点のあった議員や首長を公表。この中で山入端が過去に関連団体に祝電を送っていたことが明らかとなった[13]。